# Шенандоа (Луизијана)
Шенандоа (енгл. Shenandoah) насељено је место без административног статуса у америчкој савезној држави Луизијана.

## Демографија
По попису из 2010. године број становника је 18.399, што је 1.329 (7,8%) становника више него 2000. године.
| Група             | 2000.          | 2010.          |
| Белци             | 15.528 (91,0%) | 14.821 (80,6%) |
| Афроамериканци    | 755 (4,4%)     | 2.063 (11,2%)  |
| Азијати           | 355 (2,1%)     | 650 (3,5%)     |
| Хиспаноамериканци | 276 (1,6%)     | 578 (3,1%)     |
| Укупно            | 17.070         | 18.399         |